# I’m Your Baby Tonight (песня)
| Оценки критиков | Оценки критиков |
| Источник        | Оценка          |
| --------------- | --------------- |
| AllMusic        | Без оценки      |

«I’m Your Baby Tonight» — песня американской певицы Уитни Хьюстон с одноимённого альбома 1990 года. Была издана как лид-сингл с него.

## История
Музыкальный сайт AllMusic так рассказывает историю создания этой песни:
Для третьего альбома было решено, что Уитни Хьюстон должна будет выйти из своей роли поп-дивы и сделать что-то в более ар-эн-бишном стиле. Президент [лейбла] Arista Records Клайв Дэвис обратился к услугам сонграйтерского/продюсерского дуэта L.A. & Babyface, которые к тому времени уже имели золотой и платиновый успех с Бобби Брауном, The Whispers, Карин Уайт, The Boys, Джонни Гиллом и Пеблз. Это определённо было сменой имиджа для певицы, с рекламными фотографиями для «I’m Your Baby Tonight» и первого видеоклипа, изображающими певицу в джинсах в городском квартале с домами из коричневого песчаника.

## Приём публики
В США песня возглавила как Billboard Hot 100, так и ритм-энд-блюзовый чарт «Билборда». Сингл с ней стал уже шестым синглом Уитни Хьюстон, получившим золотую сертификацию по продажам в США.